# Nacòlia

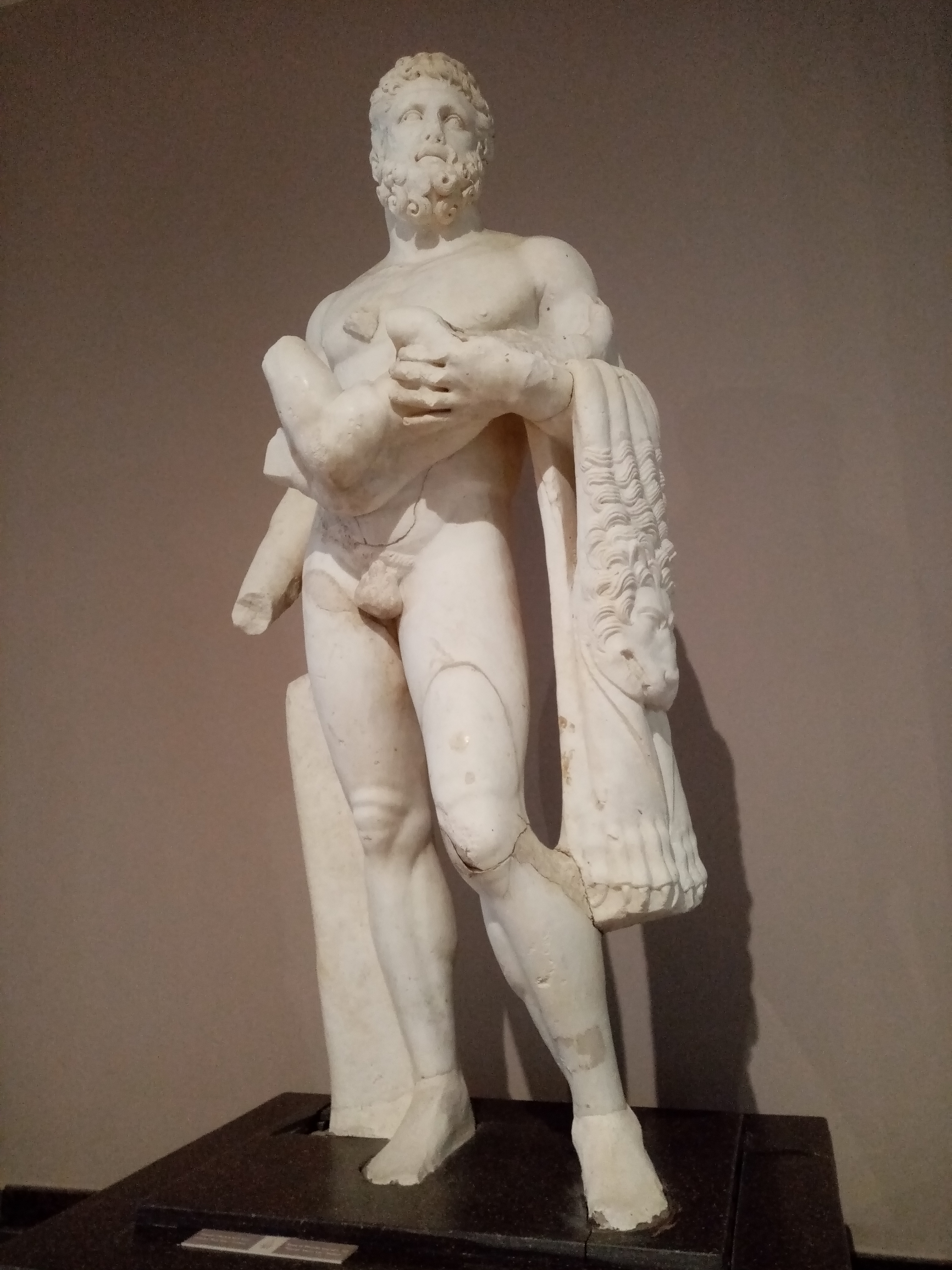
Estàtua d'Heracles trobada a l'actual ciutat turca.

Nacòlia (en llatí: Nacolia o Nacoleia, en grec antic: Νακώλεια) va ser una ciutat de la Frígia Epicteta entre Dorilèon i Cotiea, al curs superior del riu Thymbres. La Taula de Peutinger la situa a uns 30 km al sud de Dorilèon.
En aquest lloc l'emperador Valent va derrotar l'usurpador Procopi. Durant el regnat d'Arcadi la ciutat, que era ocupada per una guarnició de gots, es va revoltar contra l'emperador. Podria correspondre a la ciutat moderna Pismesh Kalesi, prop de Doganlu, on hi ha algunes restes, però la ubicació més probable és Seyitgazi (Eskişehir), al nord-oest de Doganlu.